# Розділ 27
«Розділ 27» (англ. Chapter 27) — американсько-канадська біографічна драма 2007 року про вбивство Джона Леннона, дебют Дж. П. Шефера як кінорежисера та сценариста.
Світова прем'єра стрічки відбулася 25 січня 2007 року на кінофестивалі «Санденс».

## Сюжет
Нью-Йорк. 8 грудня 1980 року. Чорна дата в історії рок-музики. Джон Леннон виходить зі своїх нью-йоркських апартаментів готелю «Дакота», де він мешкає зі своєю дружиною Йоко Оно. Марк Девід Чепмен натискає на курок і випускає в рок-ідола п'ять куль підряд. Фільм оповідає про останні години життя музиканта та його вбивці.
За кілька днів до трагедії психічний стан Чепмена нестримно погіршується, він піддається жорсткій депресії, його гнітить повсякденність і міщанство, його все більше дратує поведінка фанатів, які збираються біля «Дакоти».
Нездорова прихильність до класичної повісті Дж. Д. Селінджера «Ловець у житі» приводить Чепмена до втрати відчуття реальності та здійснення одного з найгучніших злочинів в історії людства.

## У ролях
- Джаред Лето — Марк Девід Чепмен
- Ліндсі Лоан — Джуд
- Джуда Фрідлендер — Пол
- Урсула Ебботт — Джері
- Марк Ліндсі Чепмен — Джон Леннон
- Маріко Такаї — Йоко Оно

## Кінофестивалі
Уперше фільм було показано 25 січня 2007 року на кінофестивалі «Санденс» у рамках програми прем'єр, покликаної демонструвати різноманітність сучасного кіно. Кінострічка також брала участь на Берлінському кінофестивалі, кінофестивалі в Афінах, кінофестивалі в Цюриху, Стокгольмському міжнародному кінофестиваліі, Міжнародному кінофестивалі в Осло, Середземноморському кінофестивалі, кінофестивалі в Денвері та на кінофестивалях Фестроя і Вотерфронт.

## Нагороди
Загалом стрічка отримала 2 нагороди:
- Кінофестиваль у Цюриху (2007)
  - Нагорода за найкращий дебютний художній фільм (Джарретт Шефер)
  - Нагорода за найкращу акторську гру (Джаред Лето)

## Номінації
Загалом стрічка отримала 1 номінацію:
- Стокгольмський міжнародний кінофестиваль (2007)
  - Нагорода найкращому акторові (Джаред Лето)

## Цікаві факти
- Джаред Лето, якому для ролі у фільмі довелося набрати 60 фунтів (приблизно 27 кг) ваги, сказав, що більше ніколи не повторить свого вчинку[12][13].
- Версія фільму, яку демонстрували на кінофестивалі «Санденс», була на 16 хвилин довшою, ніж подальші театральна та DVD-версії, тобто тривалістю 100 хв[14].